# Athéna (Marvel Comics)
Pour les articles homonymes, voir Athena (homonymie).
Athena Parthenos, alias Athéna (Athena) est une déesse et une super-héroïne évoluant dans l'univers Marvel de la maison d'édition Marvel Comics. Créé par le scénariste Stan Lee et le dessinateur Jack Kirby, le personnage de fiction apparaît pour la première fois dans le comic book The Mighty Thor (vol. 1) #164 en mai 1969.
Le personnage est inspiré d'Athéna, la déesse de la mythologie grecque.
Tout comme Zeus, Hercule et Arès, Athéna fait partie des Olympiens, un groupe de déités adorés depuis l'Antiquité grecque.

## Biographie du personnage
Athéna est la fille de Zeus et de Métis. Elle fut engendrée par le Dieu des dieux pour éviter d'avoir un descendant mâle, susceptible de prendre sa place. Elle devint la déesse de la sagesse, de la guerre et de la bonne conduite. Elle est toujours accompagnée d'une chouette grise nommée Pallas.
Elle est rivale de Thena de la race des Éternels.
C'est elle qui choisit le jeune Trey Rollins pour devenir son champion, Aegis.
Elle possède une maison isolée dans le Vermont, où elle se fait passer pour une humaine.
Quand l'Olympe fut attaquée par des démons japonais, elle s'associa avec Arès pour repousser leur assaut.
Récemment, elle lança son demi-frère Hercule à la tête d'un « escadron divin » pour vaincre les dieux Skrulls, puis contre la société Olympia, façade abritant certains dieux grecs venus vivre sur Terre, à la mort de Zeus.

## Pouvoirs et capacités
Athéna possède tous les attributs conventionnels propres aux Olympiens. Comme les autres membres de sa race, elle est immortelle, n’ayant plus vieilli depuis qu’elle a atteint l’âge adulte, c’est-à-dire dans son cas depuis sa naissance. Elle est insensible aux maladies terrestres et invulnérable aux blessures conventionnelles, ses tissus étant beaucoup plus denses que ceux d'un humain normal et possédant par ailleurs des capacités de régénération qui lui permettent de récupérer rapidement de ses blessures, même sévères.
Elle est considérée comme l'une des divinités les plus instruites et les plus sages des différents panthéons. C'est une extraordinaire combattante, rivalisant facilement avec Arès, le dieu de la guerre. Elle est parfaitement à l'aise avec toutes les armes médiévales.
Au combat, elle est habituellement équipée d'une épée ou d'une lance et de son bouclier, l'Egide (un bouclier magique forgé par le dieu Héphaïstos à partir du cuir d'une chimère qu'Athéna tua autrefois en Lycie) ; elle peut aussi lancer des éclairs destructeurs. Même sans arme, elle reste une des meilleures combattante à main nue (lutte) au monde. C'est de plus une formidable stratège, bien supérieure à Arès.
- Plus forte qu'un Olympien de base, Athéna peut soulever (ou exercer une pression équivalente à) près de 35 tonnes (contre 25 tonnes pour un Olympien moyen)[1].
- Elle maîtrise de nombreuses facultés magiques, comme se téléporter, traverser les dimensions, voler à de très grandes vitesses, modifier sa taille ou changer d’apparence, adopter la forme d’un animal ou d’un objet, grandir pour devenir une géante, devenir invisible aux yeux des mortels ou créer des illusions[1].
- Elle peut animer les objets inanimés et contrôler la forme et l’apparence des objets et des personnes, un don qu’elle utilise notamment pour matérialiser instantanément son armure et ses armes de bataille[1].
- Elle est également dotée de pouvoirs de prédiction, étant ainsi au courant de la future naissance d’Amadeus Cho des siècles avant qu’il ne naisse[1].

Elle est souvent accompagnée de Pallas, sa chouette sacrée, qui est soit perchée sur son épaule, soit qui vole dans le voisinage afin de réunir des informations.
Lorsqu’elle vivait aux États-Unis dans sa résidence du Vermont, elle avait installé un bassin lui permettant d’observer les événements à distance, y compris dans d’autres dimensions, sans être repérée par ceux qu'elle observait.